# Agra phallica
Agra phallica – gatunek chrząszcza z rodziny biegaczowatych i podrodziny Lebiinae.
Gatunek ten został opisany w 2002 roku przez Terry'ego L. Erwina. W obrębie rodzaju Agra zaliczany jest do kompleksu gatunków A. cajennensis i podgrupy A. castaneipes.
Chrząszcz o ciele długości od 15 do 17 mm i szerokości od 3,4 do 4,2 mm, silnie błyszczący, ubarwiony smoliście z rudymi: głową, odnóżami i czułkami. Uda jednobarwne. Odnóża środkowej i tylnej pary samców z wyraźnie łukowatymi i owłosionymi w wierzchołkowej połowie goleniami. Pokrywy na wierzchołkowej krawędzi łukowate między bocznym, ostrym zębem a ostrym zębem przyszwowym. Zapiersie nieowłosione. Szóste sternum samców głęboko i zaokrąglenie, a samic V-kształtnie wycięte. Edeagus samca ma prosty wierzchołek i wyraźnie krótkie ostium.
Gatunek neotropikalny, znany wyłącznie z Kostaryki.